# Mura (zarządzanie)
Mura – japońskie słowo, definiuje się jako nieregularność, niesystematyczność działania, używane w Systemie Produkcyjnym Toyoty (ang. Toyota Production System) oraz w lean management (szczupłym zarządzaniu) jako jedna z trzech typ strat obok muda i muri.

## Opis
Według szwedzkiego specjalisty TPS (Systemu Produkcyjnego Toyoty), Niklasa Modiga, źródła zmienności możemy podzielić na trzy grupy: 
- zasoby,
- elementy przepływu
- czynniki zewnętrzne[2]

Przykładem mura jest pracownik, który przykręca daną śrubkę raz śrubokrętem ręcznym, następnym razem przypomni mu się, że ma wkrętarkę elektryczną, a kolejnym razem przykręca śrubkę ręką i tylko w końcowej fazie dokręca ją wkrętakiem.